# Кент (Орегон)
Кент (англ. Kent) — невключённая территория, расположенная в округе Шерман штата Орегон, США. Хотя Кент является невключённой территорией, у него есть почтовое отделение с почтовым индексом 97033. Расположен на пересечении автомагистрали U.S. 97 и Доби-Пойнт-Роад, между Грасс-Валли на севере и Шанико на юге.

## История
Кент был железнодорожной станцией, первоначально называемой Гатри, на Columbia Southern Railway. Название поселения было выбрано из группы имён, представленных местными жителями, или было выбрано непосредственно первым почтмейстером Кента. Милтон Х. Беннетт был почтмейстером, который руководил почтой примерно с 1887 года

## Климат
Этот климатический регион характеризуется тёплым (но не жарким) и сухим летом со среднесезонной температурой не выше 20,1 °C. Согласно системе классификации климата Кёппена, в Кенте семиаридный климат (BSk).

## Пожар 2018 года

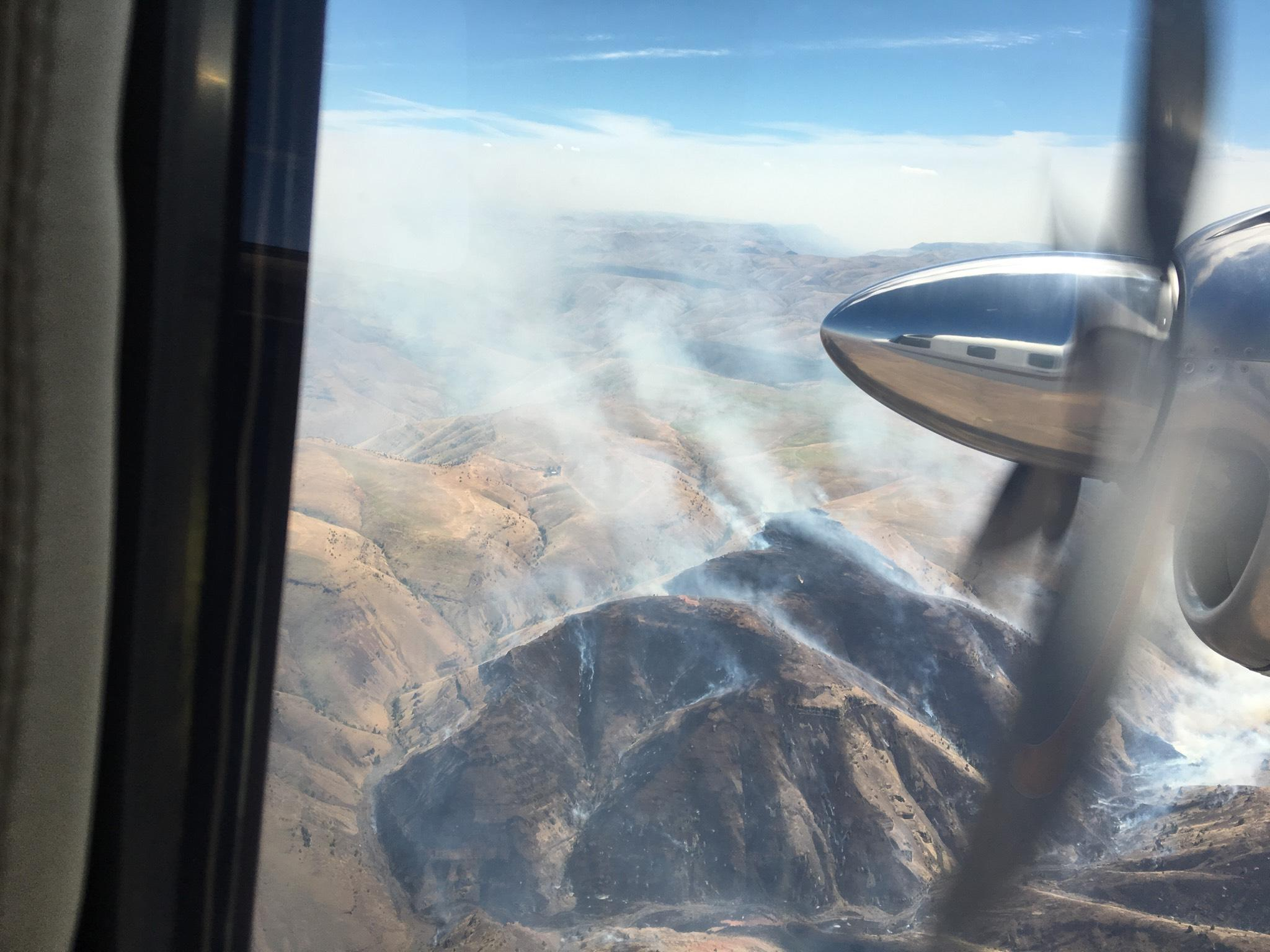
Аэрофотосъёмка пожара 23 июня.

Лесной пожар в Джек-Найф начался в 8 км к северу от Кента в результате удара молнией 20 июня 2018 года к западу от реки Джон-Дей. К 23 июня пожар из-за жаркой и сухой погоды распространился на 8 км² и двигался вдоль реки и на север до мыса Уилсон и на юг до мыса Адоби. Прекратился 6 июля. В результате пожара сгорело 63 км² лесов. 